# Elsbethen
Elsbethen is een gemeente in de Oostenrijkse deelstaat Salzburger Land, gelegen in het district Salzburg-Umgebung. De gemeente heeft ongeveer 5100 inwoners.

## Geografie

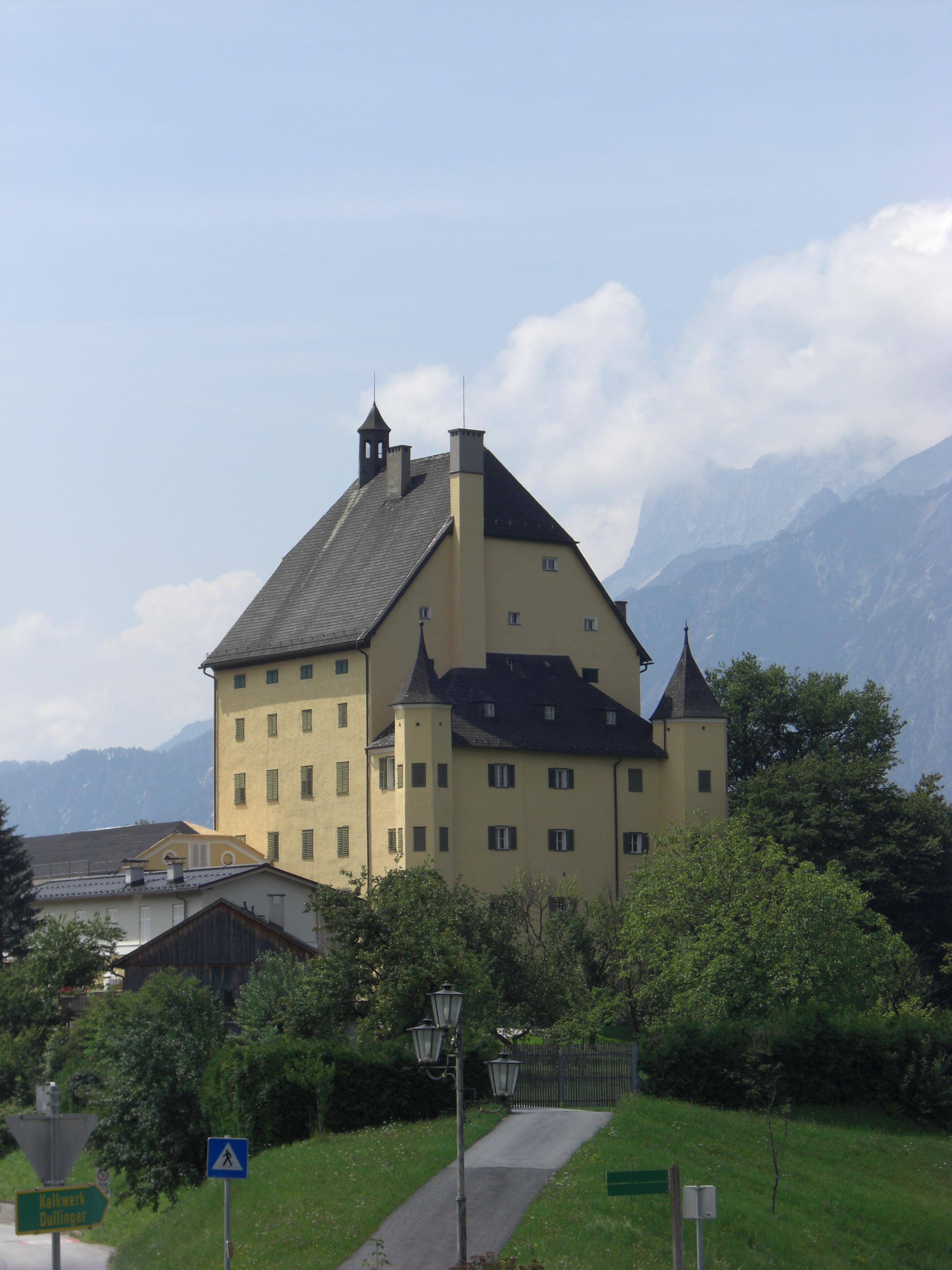
Slot Goldenstein

Elsbethen heeft een oppervlakte van 24,16 km². De gemeente ligt in het middennoorden van Oostenrijk, dicht bij de grens met de Duitse deelstaat Beieren.
Anif · Anthering · Bergheim · Berndorf bei Salzburg · Bürmoos · Dorfbeuern · Ebenau · Elixhausen · Elsbethen · Eugendorf · Faistenau · Fuschl am See · Großgmain · Göming · Grödig · Hallwang · Henndorf am Wallersee · Hintersee · Hof · Koppl · Köstendorf · Lamprechtshausen · Mattsee · Neumarkt am Wallersee · Nußdorf am Haunsberg · Oberndorf bei Salzburg · Obertrum · Plainfeld · Schleedorf · Seeham · Seekirchen am Wallersee · St. Georgen bei Salzburg · St. Gilgen · Straßwalchen · Strobl · Thalgau · Wals-Siezenheim
- Gemeinsame Normdatei: 4442198-9
- MusicBrainz: 2fbf324f-9c93-440c-b731-374a7a0bb80c
- Virtual International Authority File: 242277002
- WorldCat: E39PBJpPJ4tmg3bMD6H3FdR3Qq